# Hélène-Louise Demars
Hélène-Louise Demars   (1736 - 21 d'octubre de 1778) fou una compositora i professora de música francesa.
Demars va escriure diverses cantates dedicades a nobles com Mademoiselle de Soubise, de la família Rohan, i Madame La Marquise de Villeroy. Va ser professora de diversos instruments com el clavicèmbal i el violí.

## Primers anys de vida
Demars va néixer l'any 1736 a França, probablement a París. El seu pare, Jean-Odéo Demars fou un músic que prestava els seus serveis a dues esglésies de París. Després de la mort del pare el 1756, Hélène-Louise va viure amb la seva mare i els seus germans a la Rue St. Thomas du Louvre.

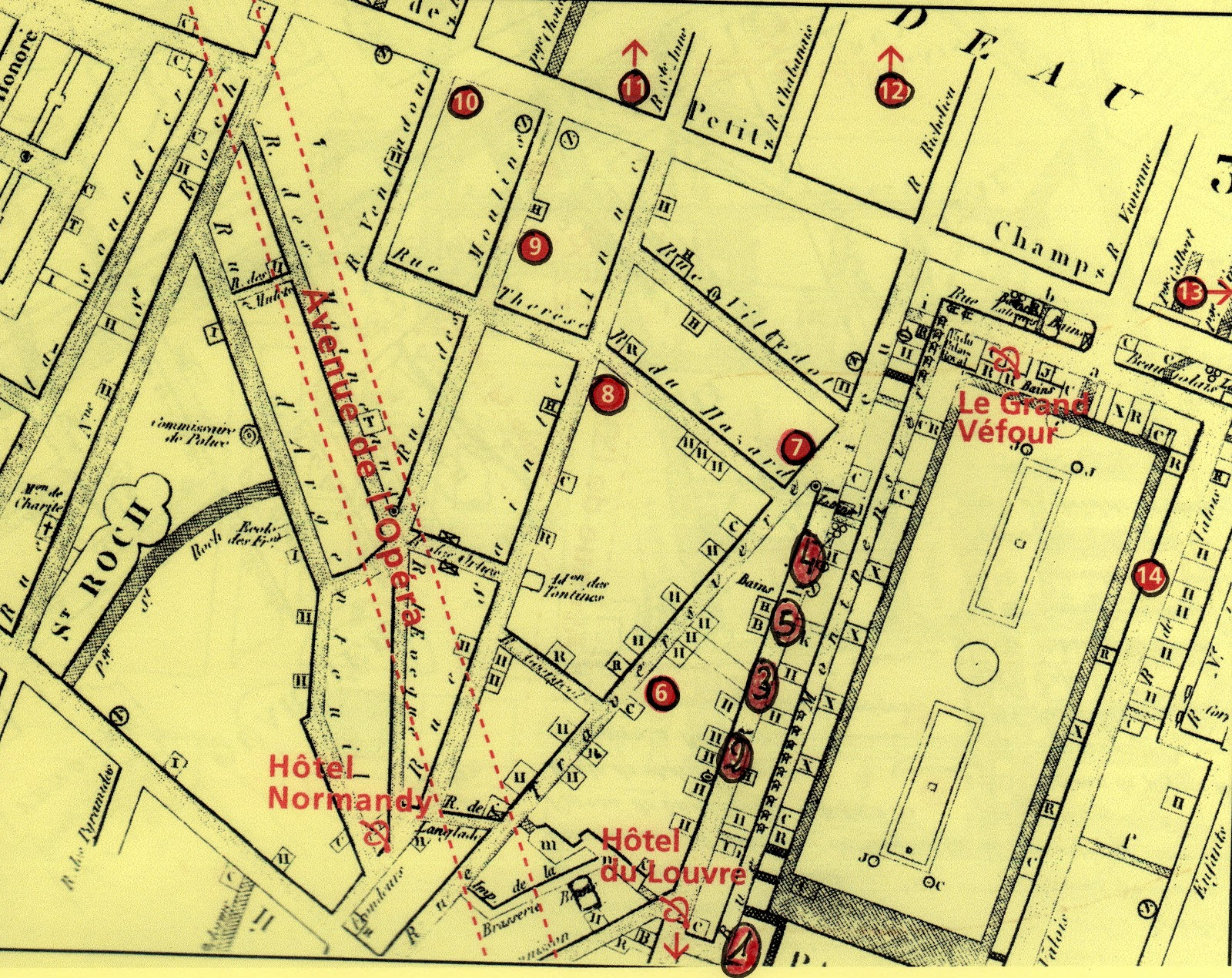
Rue St. Thomas du Louvre, on Demars va viure amb la seva mare i els seus germans després de la mort del seu pare

## Vida personal
El 1759, Demars es va casar amb Jean-Baptiste Vernier, violinista i comerciant de música especialitzat en edicions estrangeres. Es desconeix si van tenir fills.

## Carrera i obres
L'obra més citada de Demars, L'Horoscope, està dedicada a Mademoiselle de Soubise, de la família Rohan. De Soubise el va representar el 21 de novembre de 1748, quan Demars tenia uns dotze anys. Va ser publicat al Mercure de France l'any 1749. Va dedicar la seva obra Hercule et Omphale a Madame La Marquise de Villeroy. Va compondre diverses obres més.
Es va convertir en membre d'un cercle literari dirigit per Alexandre Le Riche de La Poupelinière, un mecenes influent de l'època de la Il·lustració. El cercle de De La Poupelinière pot haver presentat a Demars artistes i mecenes potencials.

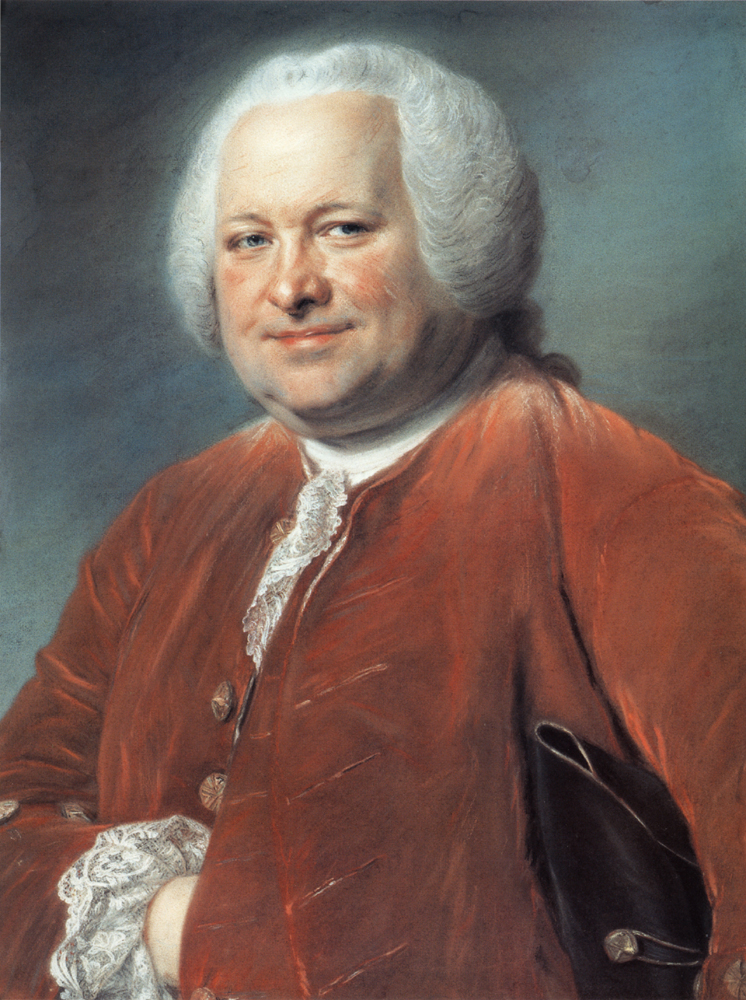
La Tour - La Poupelinière WB 205

També va ensenyar el violí i el clavicèmbal. Va ser anunciada al "Tableau de Paris pour l'annee 1759", com a "maîtresse" o "mestra" del clavicèmbal.